# سنت آنتونیو دی گالورا
سنت آنتونیو دی گالورا (به ایتالیایی: Sant'Antonio di Gallura) یک کومونه در ایتالیا است که در استان البیا تمپیو واقع شده‌است.

## خصوصیات
سنت آنتونیو دی گالورا ۸۱٫۲ کیلومترمربع مساحت و ۱٬۶۹۲ نفر جمعیت دارد و ۳۵۴ متر بالاتر از سطح دریا واقع شده‌است.